# Ulf Rapp
Ulf Rüdiger Rapp (* 22. Dezember 1943 in Wernigerode) ist ein deutscher Biochemiker und Mediziner.

## Leben
Rapp studierte Medizin an der Albert-Ludwigs-Universität Freiburg, nach seiner Promotion im Jahr 1970 ging er in die USA. Dort blieb er bis 1993, die meiste Zeit an den National Institutes of Health in Bethesda. Am NIH gelang Rapp eine wichtige Arbeit: er klärte die Funktion der sogenannten Raf-Kinase auf, einem Enzym, das wesentliche Prozesse in der Zelle mitsteuert und bei vielen Krebsformen eine Rolle spielt. Rapp kehrte Ende 1993 aus den USA zurück und übernahm an der Universität Würzburg die Leitung des „Instituts für medizinische Strahlenkunde und Zellforschung“.
Rapp wurde in Deutschland auch bekannt, weil er im Jahr 1997 die Leitung einer Task Force der Deutschen Forschungsgemeinschaft übernahm, die die Fälschungsvorwürfe um die deutschen Krebsforscher Friedhelm Herrmann und Marion Brach aufklären sollte.
In Würzburg war Rapp einer der Initiatoren des „Kooperationsnetzwerk BioMedTech Franken“, der die Einrichtung von Gründerzentren in Erlangen, Bayreuth und Würzburg initiiert hat. Weiterhin initiierte er die Rudolf-Virchow-Vortragsreihe an der Medizinischen Fakultät Würzburg, die herausragende Forscher nach Würzburg einlädt.
Nach seiner Emeritierung folgte er einer Berufung als Senior Fellow an das Max-Planck-Institut für Biochemie in Martinsried, wo er eine Forschungsgruppe zum Thema „Krebs-Metastasierung“ leitete. Nach der Tätigkeit am MPI für Biochemie wechselte Rapp an das Max-Planck-Institut für Herz- und Lungenforschung, wo er einer von zwei Leitern einer Forschungsgruppe ist.

## Auszeichnungen, Preise und Mitgliedschaften
- 1996 Robert Pfleger-Forschungspreis
- 1998 Max-Planck-Forschungspreis[4]
- 2001 Deutscher Krebspreis
- 2001 Mitglied der Academia Europaea
- 2003 Mitglied der Leopoldina[5]